# 呼気終末陽圧

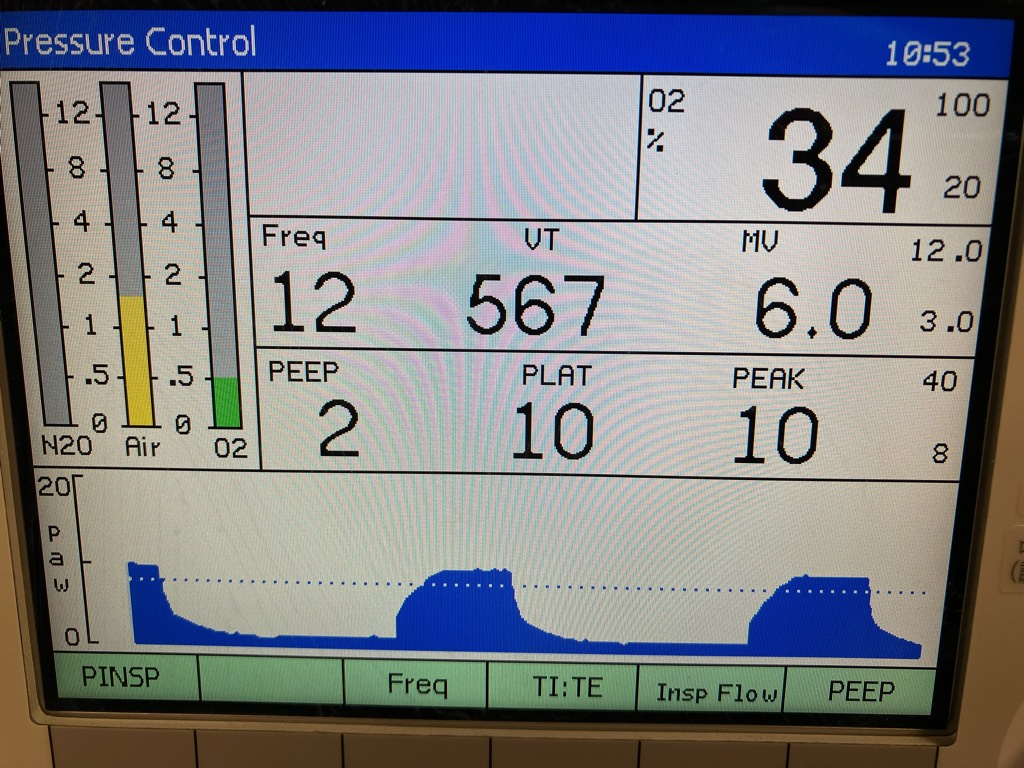
人工呼吸器の圧波形。PEEPは2cmH_{2}Oに設定されており、圧波形の横軸は時間、縦軸が気道内圧である。呼気時に設定通り2cmH_{2}Oの圧となっている。

呼気終末陽圧（こきしゅうまつようあつ、英: Positive end-expiratory pressure: PEEP）とは、呼気の最後の時点で、大気圧（体外の圧力）を上回っている肺内の圧力（肺胞圧）のことである。 肺胞全体に一定の圧がかかるために血液の酸素化が改善する。肺内シャント増大による低酸素血症，無気肺，肺水腫などがよい適応となる。PEEPには、外因性PEEP（人工呼吸器によって加えられるPEEP）と内因性PEEP（不完全呼気によって生じるPEEP、auto-PEEPとも呼ばれる）の2種類がある。外因性PEEPは人工呼吸器に設定された治療的パラメータだが、内因性PEEPは肺胞過膨張を伴う機械換気の合併症である。 

なお、吸気時では無く、吸気時に加えられる陽圧はプレッシャーサポートと呼ばれる、PEEPとは別の人工呼吸器のモードである。

## 内因性PEEP
内因性PEEPとはauto-PEEPとも呼ばれる。これは、次の呼吸を開始する前の不完全な呼気のことで、肺胞の過膨張（エア・トラッピングとも呼ばれる）が進行する。これにより、呼気終了時の肺胞圧が上昇する。圧損傷のリスク増大や呼吸仕事量の増大など弊害が大きいために、内因性PEEPはできるだけ低下させることが望ましい。
分時換気量が多い（過換気）、呼気流量制限（気道閉塞）、呼気抵抗上昇（気道狭窄）で内因性PEEPが起こりやすい。auto-PEEPは通常の気道内圧のモニタリングでは評価が困難である。測定法としては、呼気終末時に人工呼吸器の回路を口元で閉塞して患者側の呼吸回路内圧を測定する、呼吸回路の吸呼気流速と気道内圧を同時記録して、流速がゼロの時の気道内圧を測定する、等の方法が提案されている。
内因性PEEPが確認されれば、気道内圧の上昇を止めるか低下させるための措置を講じるべきである。根本的な原因を管理しても内因性PEEPが持続する場合、患者に呼気流量制限（閉塞）があれば、外因性PEEPを適用することが有用な場合がある。

## 外因性PEEP
外因性PEEPは治療的なPEEPとも呼ばれる。 外因性PEEPは人工呼吸のモードの基本的な要素であり、同期式間欠的強制換気（SIMV）やプレッシャーサポート（PS）など、他の換気モードと併用可能である。
ほとんどの機械的人工呼吸患者では、呼気終末期の肺胞虚脱を緩和するために、低いPEEP（4～5cmH2O）が適用される。急性肺損傷、急性呼吸窮迫症候群、その他の低酸素血症を伴う呼吸不全の患者では、低酸素血症を改善したり、人工呼吸器関連肺損傷（ventilator-associated lung injury: VALI）を軽減したりするために、より高いレベルのPEEP（>5cmH2O）が使用されることがある。

### 合併症と影響
PEEPは以下の生理学的影響ないしは合併症を生じる。
- 以下は減少する。
  - 体静脈還流、心拍出量
  - 肺動脈楔入圧 (PCWP)、前負荷、動脈圧
- 以下は増大する
  - 胸腔内圧、右心後負荷 (肺動脈圧)
  - 肺の機能的残気量
- 肺の圧損傷（英語版）が生じ得る。肺胞の過膨張に起因する肺の損傷である。

- 頭蓋内圧（ICP）。PEEPは脳血流の阻害によりICPを増加させるという仮説があるが、PEEPが高くてもICPは増加しないことが示されている[12][13] 。

## 歴史
イギリスの麻酔科医、ジョン・インクスターがPEEPを発見したとされている。彼の発見が1968年の世界麻酔学会議（World Congress of Anaesthesia）のプロシーディングで発表されたとき、インクスターはこれを残存陽圧（Residual Positive Pressure）と呼んだ。